# تيورا (ايطاليا)
تيورا؛ هي بلدة صغيرة ومدينة صغيرة في مقاطعة افيلينو، في منطقة كامبانيا في جنوب إيطاليا.

## جغرافية
تحدها مدن كابوزيلي وكونزا ديلا كامبانيا وليوني ومورا دي سانكتيس.

## تاريخ
تم تسجيل أصل القرية من قبل المؤرخ اليوناني ديونيسيوس من هاليكارناسوس (القرن الأول قبل الميلاد) والمؤرخ الروماني ماركوس تيرينتيوس فارو.
وأفيد أيضًا أن تريبونو ديلا بليبي ميلو توفي هناك خلال الحرب الأهلية بين يوليوس قيصر وبومبي في العصر الروماني. في امتياز 1200، منحه البابا إنوسنت الثالث إلى بانتالينو، رئيس أساقفة كونزا، تمت الإشارة إلى تيورا باستخدام اسم توقوريوم بياريوم لأول مرة.
في أواخر العصور الوسطى والعصر الحديث كانت إقطاعية من قبل العديد من العائلات النبيلة المحلية.
حدثت ثلاثة زلازل في تيورا في 1694 و 1732 و 1980 على التوالي. دمر الزلزال الأخير الكثير من الهوية التاريخية والثقافية للقرية.

## المعالم السياحية الرئيسية
- تعود أصول نافورة مونتي، التي تُعرف أيضًا باسم ينبوع الموتى، إلى القرن الثاني عشر، عندما عين البابا كاليكستوس الثاني كنيسة كونزا كمقبرة.
- كنيسة القديس نيكولاس
- مطحنة دقيق كورونا
- نافورة (مغسلة عامة) للبيانو
- حجر الاعراس الأهلية

## ثقافة
سقواقوالاسشيون ' هو قناع نموذجي متعلق بيوم القديس أنتوني، 17 يناير، حيث يُقام اليوم الأول من الكرنفال. يتم عرض هذا الحدث في متحف التقاليد الشعبية في كاسيرتا. 

## روابط خارجية
- الموقع الرسمي[وصلة مكسورة]